# Relaciones Venezuela-Vietnam
El término relaciones Venezuela-Vietnam hace referencia a las relaciones diplomáticas entre la República Bolivariana de Venezuela y la República Socialista de Vietnam. Los dos países establecieron vínculos diplomáticos el 8 de diciembre de 1989. Vietnam tiene una embajada en Caracas y Venezuela posee otra en Hanói. Desde 2008, los dos países han sido testigos de nuevos desarrollos en diversos campos, incluidos la política, la economía, la cultura y la sociedad, particularmente en la industria del petróleo y del gas.

## Visitas de estado
Después de una visita de Chávez a Vietnam en 2006, el gobierno vietnamita intensificó las relaciones bilaterales con el país iberoamericano, y correspondió a la visita de Chávez con una visita del secretario general del Partido Comunista de Vietnam, Nông Đức Mạnh, en 2007. Asimismo, Petróleos de Venezuela y PetroVietnam anunciaron en 2008 una serie de proyectos conjuntos, acordados tras la ya mencionada visita de Chávez a Vietnam: PetroVietnam recibió una concesión petrolífera en la cuenca del Orinoco, y además se firmó un acuerdo para transportar el petróleo venezolano a Vietnam, donde ambas empresas construirían de forma conjunta una refinería de petróleo. Por añadidura, el presidente vietnamita Nguyễn Minh Triết viajó a Caracas el 18 de septiembre de 2008, con objeto de realizar una visita oficial de dos días, por invitación de Hugo Chávez.

## Acuerdos
En marzo de 2008, se firmó un acuerdo para cooperar en el turismo entre Vietnam y Venezuela. El presidente Nguyễn Minh Triết recibió al vicepresidente de PDVSA, Asdrúbal Chávez, y declaró que la cooperación en materia de petróleo y gas se convertiría "en un ejemplo típico de su cooperación multifacética". Posteriormente, en 2009, el gobierno venezolano aprobó la concesión de USD 46.5 millones para un proyecto de desarrollo agrícola con Vietnam.

## Misiones diplomáticas
- Venezuela tiene una embajada en Hanói.
- Vietnam tiene una embajada en Caracas.